# 수세 리눅스

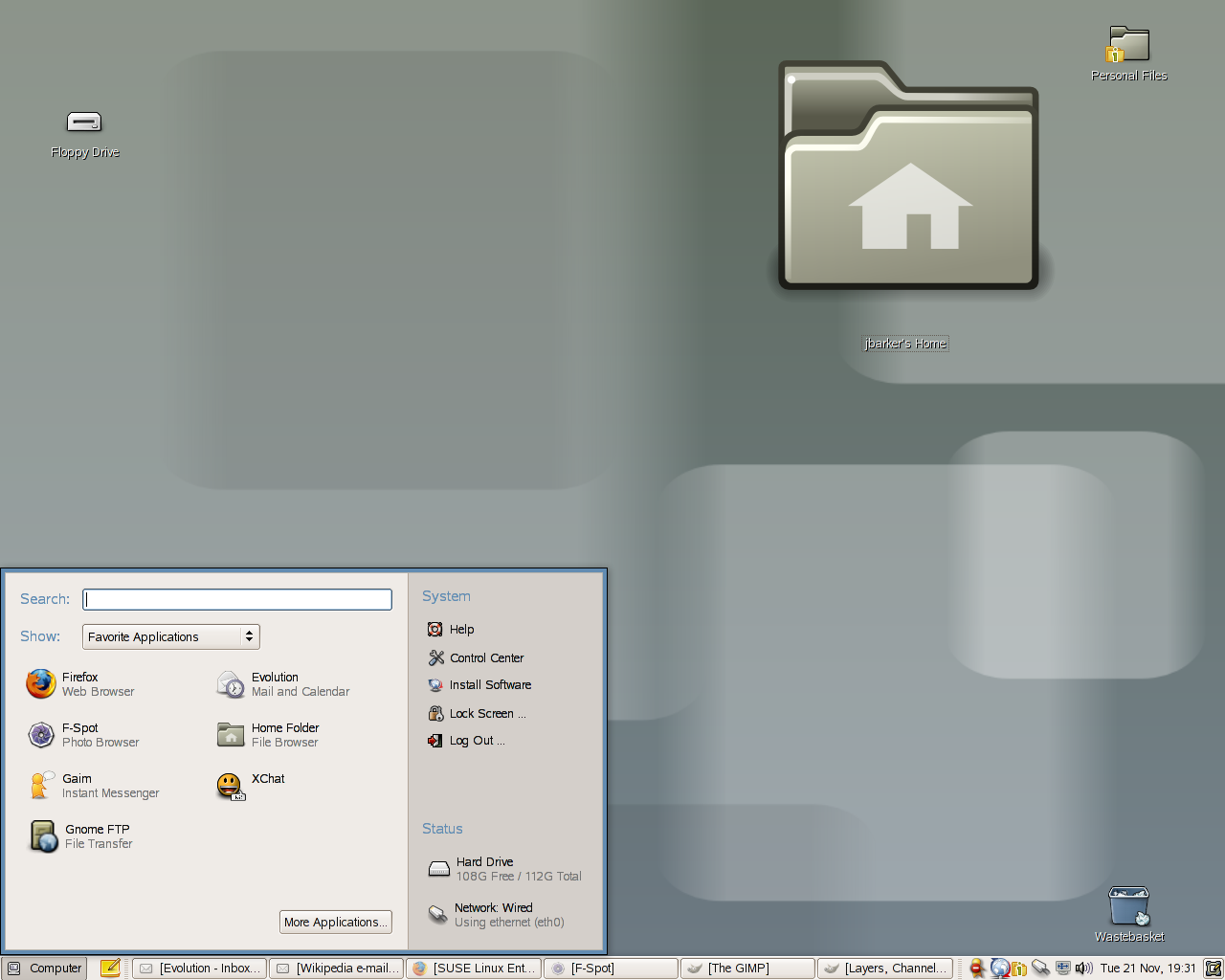

수세 리눅스(SUSE Linux) 배포판은 컴퓨터 운영 체제이다. 리눅스 커널을 최상위로 하여 만들어졌으며 다양한 프로젝트로부터 나온 시스템 소프트웨어와 응용 소프트웨어를 포함하여 배포한다. 수세 리눅스는 본래 독일에서 나왔으며 주로 유럽에서 개발된다.
최초의 배포판은 1994년 초에 나타났는데 수세 리눅스가 가장 오래된 상용 배포판임을 말해 준다. YaST 구성 도구로도 알려져 있다. 수세 브랜드와 상표는 수세를 사들인 2003년 이후부터 노벨이 소유하고 있다.
노벨에는 2004년 기준으로 수세 리눅스로 작업하는 개발자 500명의 직원이 있다.
2014년 10월, 수세를 포함한 Attachmate Group 전체가 영국 회사 마이크로 포커스 인터내셔널에 의해 인수되었다.
2018년 7월, 스웨덴 사모투자전문회사 EQT가 마이크로포커스로부터 인수 발표 후, 2019년 3월 인수 절차를 완료했다. 인수 후 SuSe는 독립회사로 운영된다.

## 역사

### 회사
S.u.S.E.라는 이름의 회사가 1992년 9월 2일에 독일 뉘른베르크에 설립되었다. Roland Dyroff, Thomas Fehr, Burchard Steinbild, Hubert Mantel, 이렇게 당시 20대 초반이었던 네 사람이 설립하였으며 이 설립자들 가운데 세 명은 아직도 대학교에서 수학을 공부하고 있다. Thoms Fehr은 이미 졸업하여 소프트웨어 기술자로 일하기 시작하였다. 초기 아이디어는 회사가 조언 유닉스 그룹으로서 소프트웨어와 명령어들을 개발하는 것이었다.
설립자들 가운데 Hubert Mantel에 따르면 이 산업 분야에서 일하는 것이 상당히 어려웠으므로 이 개념을 상당 부분 실체화시키지 못하였다고 하였다. 시간이 흘러 이 그룹은 소프트웨어의 병렬 지원과 판매를 목적으로 리눅스를 배포할 개념을 이용하였다.
"S.u.S.E."는 원래 소프트웨어 및 시스템 개발이라는 뜻의 독일어 낱말 "Software und System-Entwicklung"에서 나온 것이다. 완전한 이름이 쓰인 적은 없으며 단순히 "S.u.S.E."라는 이름이 쓰여오다가 1998년 10월에 이르러 "SuSE"라는 짧은 이름으로 바뀌었다.
이 배포판의 공식 로고와 현재 마스코트는 "게코"라는 이름의 베일드 카멜레온이다. 시간이 지나면시 이 디자인은 꾸준히 바뀌었다.

## 서적 인용
- Naba Barkakati (2006). 《SUSE Linux 10 For Dummies》. 356쪽. ISBN 978-0471754930.
- Keir Thomas (2005). 《Beginning SUSE Linux: From Novice to Professional》. 544쪽. ISBN 978-1590594582.

## 같이 보기
- 오픈수세